# Communauté de montagne des collines métallifères
La  communauté de montagne des collines métallifères (en italien Comunità Montana Colline Metallifere) est un territoire italien en Toscane, le regroupement administratif en date du 18 août 2000, qui concerne les communes situées sur les collines métallifères en province de Grosseto :
- Massa Marittima
- Monterotondo Marittimo
- Montieri
- Roccastrada
- Sassetta